# Badminton bei der Makkabiade 1977
Bei der Makkabiade 1977 wurden fünf Badmintonwettbewerbe ausgetragen. Sie fanden im Juli 1977 in Tel Aviv statt. Es war die erste Teilnahme von Badminton an der Makkabiade.

## Sieger und Platzierte Erwachsene
| Disziplin    | Gold                     | Silber                             | Bronze                         |
| ------------ | ------------------------ | ---------------------------------- | ------------------------------ |
| Herreneinzel | Mike Epstein             | Leonhard Engelhardt                | J. Freudman                    |
| Dameneinzel  | Jose Samson              | A. Kaufman                         | Eva Unglick                    |
| Herrendoppel | Mike Epstein John Samson | A. Preserowitz Leonhard Engelhardt | J. Freudman M. Gluckman        |
| Damendoppel  | Jose Samson Eva Unglick  | A. Elkan A. Kaufman                | Vivian Meirowitz Carol Silman  |
| Mixed        | John Samson Jose Samson  | Leonhard Engelhardt Eva Unglick    | Michael Schneidman Dianne Levi |